# Annaphila salicis
Annaphila salicis là một loài bướm đêm trong họ Noctuidae.